# Dominique Arribagé
Pour les articles homonymes, voir Arribagé.
Dominique Arribagé, né le 11 mai 1971 à Suresnes, est un footballeur puis entraîneur français. Il joue au poste de défenseur du début des années 1990 à la fin des années 2000.
Formé au Toulouse FC, il évolue ensuite au Stade rennais avant de terminer sa carrière au sein de son club formateur. Il devient en mars 2015 entraîneur du club toulousain, mais il démissionne près d'un an plus tard, le 27 février 2016, alors que son équipe est classée en dix-neuvième position, à dix points du premier non relégable.
Il est depuis août 2021 consultant pour la chaîne Amazon Prime Video.

## Biographie

### Carrière de joueur
Dominique Arribagé a fait ses débuts au football au sein de l'US Colomiers et à Muret avant de rejoindre le centre de formation du Toulouse FC. Évoluant au poste de défenseur central, il débute en Ligue 1 en 1992. En 1998, à la suite d'une affaire de dopage à la nandrolone pour laquelle il est suspendu 18 mois, dont 6 ferme, il quitte Toulouse et prend la direction du Stade rennais lors de l'arrivée de François Pinault à la tête du club. Il devient très vite le capitaine des rouges et noirs, avec lesquels il joue 166 matchs de championnat, et marque 14 buts grâce à un jeu de tête particulièrement décisif et efficace.
Fidèle à ses couleurs, il ne quitte Rennes qu'en juin 2004, pour rejoindre son club formateur qui lui propose un projet séduisant. Blessé pendant les matchs de préparation de la saison 2007-08, il est indisponible pour le début du championnat et Toulouse doit faire appel à Mauro Cetto pour le suppléer. Âgé de 36 ans, Dominique Arribagé est alors le doyen de la Ligue 1.[réf. souhaitée]
À la fin de la saison 2007-2008, son contrat avec le Toulouse FC expire et, après avoir souhaité prolonger dans un premier temps, il intègre la cellule recrutement du club toulousain.
Il est alors à ce jour le joueur ayant porté le plus grand nombre de fois le maillot toulousain (335).
En 2017, à l'occasion des 80 ans du Toulouse Football Club, il est élu dans l'équipe de légende toulousaine sur le site internet du club.

### Carrière d'entraîneur
Le 16 mars 2015, à la suite des mauvais résultats du club et à sa place de relégable, Alain Casanova quitte le club. Dominique Arribagé prend sa suite à la tête du Toulouse FC, alors à trois points du premier non-relégable. Il commence sa carrière d'entraîneur par une victoire lors du derby de la Garonne. Malgré une défaite face au FC Metz la semaine suivante, une victoire face au Montpellier HSC lors de la 32e journée permet au club de revenir à égalité de point avec le premier non-relégable.
Lors de la 37e journée de Ligue 1, le 16 mai, une semaine après une victoire face aux lillois (3-2), le TFC de Dominique Arribagé, malgré la défaite à Guingamp mais grâce à la victoire de Saint-Étienne face à Évian, est officiellement maintenu en Ligue 1 pour la saison suivante. Le contrat est donc rempli pour le nouveau technicien du TFC.
Il est maintenu à son poste pour la saison 2015-2016. Il démissionne cependant le 27 février 2016 lors de la 28e journée à la suite d'une défaite cruelle face au stade rennais, alors que le TFC mène 1-0, les bretons égalisent à la 90e et remportent le match à la 92e minute sur une réalisation de Grosicki. Le club concède alors sa quatorzième défaite, seul l'ESTAC faisant pire (18 défaites), et pointe à la 19e place, à dix points du premier non relégable. Le club se maintient finalement à l'issue de la dernière journée du championnat.

## Vie privée
En avril 2014, son épouse Laurence Arribagé est élue deuxième adjointe au Maire de Toulouse. Elle est notamment chargée des sports. En juin 2014, elle devient députée de la Haute-Garonne à la suite d'une élection législative partielle. Son mandat prend fin trois ans plus tard. 
Son fils Théo, né en 2000, est un tennisman professionnel spécialiste du double qui a atteint le top 100 mondial dans cette spécialité.

## Divers
Pendant le début de sa carrière, il poursuit ses études et obtient un DUT informatique en juin 1993 à l'IUT A de l'université Paul Sabatier (Toulouse).

## Anecdotes
- Dominique Arribagé a inscrit le 1er but du championnat de France 1997-98. C'est son premier but au plus haut niveau.

## Statistiques
| Saison                | Club                  | Championnat           | Championnat | Championnat | Coupe(s) nationale(s) | Coupe(s) nationale(s) | Compétition(s) continentale(s) | Compétition(s) continentale(s) | Compétition(s) continentale(s) | Total | Total |
| Saison                | Club                  | Division              | M.          | B.          | M.                    | B.                    | Comp.                          | M.                             | B.                             | M.    | B.    |
| 1992-1993             | Toulouse FC           | Division 1            | 33          | 0           | 4                     | 0                     | -                              | -                              | -                              | 37    | 0     |
| 1993-1994             | Toulouse FC           | Division 1            | 31          | 0           | 2                     | 0                     | -                              | -                              | -                              | 33    | 0     |
| 1994-1995             | Toulouse FC           | Division 2            | 25          | 3           | 3                     | 0                     | -                              | -                              | -                              | 28    | 3     |
| 1995-1996             | Toulouse FC           | Division 2            | 20          | 0           | -                     | -                     | -                              | -                              | -                              | 20    | 0     |
| 1996-1997             | Toulouse FC           | Division 2            | 40          | 4           | 3                     | 0                     | -                              | -                              | -                              | 43    | 4     |
| 1997-1998             | Toulouse FC           | Division 1            | 31          | 1           | 3                     | 1                     | -                              | -                              | -                              | 34    | 2     |
| Sous-total            | Sous-total            | Sous-total            | 180         | 8           | 15                    | 1                     | -                              | -                              | -                              | 195   | 9     |
| 1998-1999             | Stade rennais FC      | Division 1            | 25          | 2           | 3                     | 0                     | -                              | -                              | -                              | 28    | 2     |
| 1999-2000             | Stade rennais FC      | Division 1            | 24          | 0           | 5                     | 0                     | -                              | -                              | -                              | 29    | 0     |
| 2000-2001             | Stade rennais FC      | Division 1            | 27          | 1           | 3                     | 0                     | -                              | -                              | -                              | 30    | 1     |
| 2001-2002             | Stade rennais FC      | Division 1            | 25          | 4           | 4                     | 0                     | CI                             | 3                              | 1                              | 32    | 5     |
| 2002-2003             | Stade rennais FC      | Ligue 1               | 37          | 5           | 3                     | 0                     | -                              | -                              | -                              | 40    | 5     |
| 2003-2004             | Stade rennais FC      | Ligue 1               | 28          | 2           | 3                     | 0                     | -                              | -                              | -                              | 31    | 2     |
| Sous-total            | Sous-total            | Sous-total            | 166         | 14          | 21                    | 0                     | -                              | 3                              | 1                              | 190   | 15    |
| 2004-2005             | Toulouse FC           | Ligue 1               | 33          | 1           | 1                     | 1                     | -                              | -                              | -                              | 34    | 2     |
| 2005-2006             | Toulouse FC           | Ligue 1               | 32          | 2           | 4                     | 0                     | -                              | -                              | -                              | 36    | 2     |
| 2006-2007             | Toulouse FC           | Ligue 1               | 35          | 1           | 2                     | 0                     | -                              | -                              | -                              | 37    | 1     |
| 2007-2008             | Toulouse FC           | Ligue 1               | 27          | 1           | 2                     | 0                     | C3                             | 4                              | 0                              | 33    | 1     |
| Sous-total            | Sous-total            | Sous-total            | 127         | 5           | 9                     | 1                     | -                              | 4                              | 0                              | 140   | 6     |
| Total sur la carrière | Total sur la carrière | Total sur la carrière | 473         | 27          | 45                    | 2                     | -                              | 7                              | 1                              | 525   | 30    |

- 1er match en Ligue 1 : 22 août 1992 - St Étienne-Toulouse 3-2
- 1er but en Ligue 1 : 1er août 1997 - Toulouse-Rennes 1-0 (90e)
- 388 matchs et 20 buts en Ligue 1
- 85 matchs et 7 buts en Ligue 2
- 4 matchs et 0 but en Coupe de l'UEFA
- 3 matchs et 1 but en Coupe Intertoto

### Entraîneur
| Toulouse FC | 2014-2015 | 9  | 4 | 1  | 4  | 14 | 16 | -2  | 44.44 | 11.11 | 44.44 |
| Toulouse FC | 2015-2016 | 28 | 4 | 10 | 14 | 27 | 47 | -20 | 14.29 | 35.71 | 50.00 |